# Volvo C30
Volvo C30 (type M) var en lille mellemklassebil, med hvilken den svenske bilfabrikant Volvo Cars forsøgte en genindstigning i denne bilklasse. Som indirekte forgænger for C30 gælder den mellem starten af 1986 og sommeren 1995 fremstillede Volvo 480.
Modellen kom på markedet i slutningen af 2006, og blev fremstillet af Volvo Cars Gent N.V. i belgiske Gent. I 2008 påbegyndtes ligeledes en produktion af C30 til lokale markeder hos det malaysiske Swedish Motor Assemblies Sdn. Bhd. i Shah Alam.
I efteråret 2012 indstilledes produktionen af C30.

## Udvikling
Den af Volvos eksteriørdesigner Simon Lamarre designede prototype Volvo C30 Design Concept blev præsenteret på Detroit Motor Show i starten af 2006. I designet var den stort set identisk med i den i slutningen af 2006 introducerede, serieproducerede version.
Prototypen var drevet af en femcylindret turbomotor med et slagvolume på 2,4 liter og en effekt på 191 kW (260 hk) ved 5500 omdr./min. og et maksimalt drejningsmoment på 350 Nm fra 2100 omdr./min.

## Sikkerhed
C30 er blevet kollisionstestet af Euro NCAP to gange, i 2007 og i 2009, begge gange med et resultat på fem stjerner ud af fem mulige. Desuden bedømmes modellen af det svenske forsikringsselskab Folksam som mindst 20 procent mere sikker end middelbilen.

## Design
Udvendigt var den firepersoners bil udstyret med de mærketypiske "brede skuldre" og kølergrillen med diagonal tværstreg og Volvo-skrifttræk.
Bemærkelsesværdigt for den svenske Volkswagen Golf-konkurrent var bl.a. hækpartiet med mørk glasbagklap, som minder om 1970'ernes Volvo P1800 ES. På grund af bilens relativt korte samlede længde på 4,25 m var bagagerummet relativt lille.
I år 2007 vandt C30 red dot design award i kategorien "product design".

## Facelift
På Frankfurt Motor Show introduceredes den faceliftede C30, som kom ud til forhandlerne i november 2009.
Den faceliftede C30 kunne kendes på det modificerede frontdesign, og bilen fik opadgående forlygter, større luftindtag og våbenformet kølergrill i stil med XC60.
- Volvo C30 (2009–2012)
- Bagfra

## Tekniske data
- Alle dieselmotorer var som standard udstyret med partikelfilter.
- Motorerne kom fra flere forskellige firmaer (alle 5-cyl.: Volvo; 4-cyl. benzin: Ford, 4-cyl. diesel: PSA Peugeot Citroën)
- C30 fandtes også i en til 250 enheder begrænset serie med elektromotor, Volvo C30 Electric.

## Priser
- 2009: Top Safety Pick 2010[14]